# Lac Cyambwe
Le lac Cyambwe est un lac situé dans la province de l'Est du Rwanda.
Il est situé à proximité de la localité Rwamatare dans la district de Kayonza. Sa longueur est de 38,59 kilomètres .